# Гоголевка (Федоровський район)
Го́голевка (рос. Гоголевка, башк. Гоголевка) — присілок у складі Федоровського району Башкортостану, Росія. Входить до складу Верхньояушевської сільської ради.
Населення — 36 осіб (2010; 46 в 2002).
Національний склад:
- українці — 28%
- росіяни — 28%